# Miturga fagei
Espèce
Miturga fagei est une espèce d'araignées aranéomorphes de la famille des Miturgidae.

## Distribution
Cette espèce est endémique de Nouvelle-Galles du Sud en Australie.

## Publication originale
- Kolosváry, 1934 : Neue Spinnen aus Australien und Neu-Guinea. Folia zoologica et hydrobiologica, Riga, vol. 7, p. 44-48.